# Under toffeln
Under toffeln - Komedi i två akter är ett drama av Anne Charlotte Leffler, utgivet 1883 under namnet Anne Charlotte Edgren. Pjäsen hade urpremiär på Kungliga Dramatiska Teatern den 13 mars 1876 och dess titel anspelar på att huvudpersonen, Henning, är tuktad av kvinnorna i sin omgivning.

## Handling
Bakgrunden är den att de båda syskonen Henning och Agnes bor tillsammans på deras gemensamma egendom, Tomtagården. De är båda ogifta, detta sedan de lovat sin mor på hennes dödsbädd att hålla ihop och ta hand om varandra livet ut.

### Akt I
Pjäsen inleds med en dialog mellan borgmästaren och Agnes, där det framgår att den förstnämnda ska ställa till med fest. Han är emellertid en smula ledsen över att han inte har någon hustru, varpå han friar till Agnes (för sjätte gången), som avböjer med motiveringen att hon inte kan skiljas från sin bror och sitt barndomshem. Vidare framkommer att Agnes, när hon var i tjugoårsåldern, var förälskad i en man, som dock gifte sig med en annan kvinna. Efter en gissningslek får borgmästaren veta att mannen är han, varpå han blir sårad och lämnar gården.
Henning kommer tillbaka efter en resa. Han säger åt Agnes att hon inte längre ska uppoffra sig för honom, utan istället försöka gifta sig. Därefter framkommer att han på resan friat till Ebba Hjorthufvud och fått ett ja. Agnes blir upprörd och baktalar Ebba. Henning talar om att lysning inför bröllopet ska ske inom några veckor, något som Agnes motsätter sig med hänvisning till att modern dog under samma tid och att det skulle vara osmakligt att lysa inför bröllopet på hennes dödsdag.
Ebba kommer på besök och blir illa mottagen av Agnes. Ebba och Henning börjar planera för sitt gemensamma hem genom att diskutera möblemanget, något som förargar Agnes. Det framkommer vidare att Ebba vill gifta sig på sin moders bröllopsdag, som också råkar vara samma dag som Agnes och Hennings moders dödsdag. Konflikten, tillsammans med det faktum att Henning lovat Agnes att stanna på gården, gör att Ebba lämnar egendomen. Akten avslutas med att Agnes rusar ut ur rummet, då Henning anklagat henne för att vara hård mot Ebba.

### Akt II
Den andra akten är förlagd till samma rum som den första. Läsaren får veta att det antika möblemanget från föregående akt är utbytt mot ett av ett mer modernt slag.
Akten inleds med att friherrinnan kommer in i rummet, där hon träffar Agnes. Det framkommer att Agnes inte närvarade på Hennings och Ebbas bröllop på grund av sjukdom och vidare att de nygifta befinner sig på sin bröllopsresa, men väntas att hemkomma samma kväll.
När paret väl är hemkommet uppstår den ena konflikten efter den andra där Henning slits mellan att vara systern och sin hustru till lags: han är "under toffeln" hos de båda. Under första kvällen tillsammans utbryter ett bråk, vilket leder till att friherrinnan reser tillbaka till Stockholm och att Agnes bestämmer sig för att lämna gården och ingå äktenskap med borgmästaren (som läsaren får veta har friat ytterligare gånger per brev). Pjäsen avslutas med att Henning och Ebba försonas.

## Personer
- Henning Wäng - lantbrukare, ungkarl och intresserad av botanik. Bror till Agnes och tilltänkt fästman till Ebba.
- Agnes - ungmö och syster till Henning.
- Borgmästaren - förälskad i Agnes.
- Friherrinnan Hjorthufvud - Ebbas moder.
- Ebba Hjorthufvud - dotter till friherrinnan, tilltänkt fästmö till Henning.
- Anna Enberg - väninna till Agnes.

## Utgåvor
Pjäsen har endast getts ut en gång: 1883. I denna utgåva ingick även komedin Skådespelerskan.